# Phalacronothus atlanticus
Phalacronothus atlanticus är en skalbaggsart som beskrevs av Vladimir Balthasar 1960. Phalacronothus atlanticus ingår i släktet Phalacronothus och familjen Aphodiidae. Inga underarter finns listade i Catalogue of Life.